# 蘇正德
蘇正德（英語：Su,Jeng-De，曾任職於靜宜大學與東海大學食品科學系，為食品科學專家，因2014年台灣劣質油品事件在三立電視台的言行而飽受爭議。